# Ferenc Hammang
Ferenc Hammang (né le 20 mai 1944 à Budapest) est un escrimeur hongrois. Il participe aux Jeux olympiques d'été de 1980 et remporte la médaille de bronze dans l'épreuve du sabre par équipe en compagnie de ses coéquipiers Imre Gedővári, Pál Gerevich, Rudolf Nébald et György Nébald.

## Palmarès

### Jeux olympiques
- Jeux olympiques de 1980 à Moscou,  Union soviétique
  -  Médaille de bronze (sabre par équipe).